# Časy
Časy là một làng thuộc huyện Pardubice, vùng Pardubický, Cộng hòa Séc.